# Agilo for Trac
Agilo for Trac (früher Agilo for Scrum) ist eine freie, webbasierte Projektmanagementsoftware, die die agile Software-Entwicklungsmethode Scrum unterstützt. Agilo basiert auf Trac, einem Fallbearbeitungssystem, und ist in der Programmiersprache Python geschrieben.
Die Entwicklung von Agilo wurde im Januar 2007 von Andrea Tomasini begonnen. Im Januar 2008 erfolgte die Veröffentlichung der ersten Version.
Agilo ist für agile Softwareentwicklungs-Projekte gedacht, die nach der Methode Scrum vorgehen.
Die Version 0.7 basiert auf Trac 0.11.
Ab Version 0.9.1 wird Trac 0.12 unterstützt.
Ab Version 0.9.9 wird Trac 1.0 unterstützt.
Ab Version 0.9.14 wird Trac 1.0.2 unterstützt.
Für Scrum-Teams, Scrum Master und Product Owner bietet Agilo Funktionen, um agile Projekte zu koordinieren.

## Funktionen
- Konfigurierbares Product- und Sprint-Backlog
- Anpassbare Backlogs wie beispielsweise Release- oder Bug-Backlogs
- Erstellen von Anforderungen und User Storys, inkl. Informationen über Anspruchsberechtigte und Keywords.
- Priorisierung durch die Vergabe von Business Value Points
- Admin-Schnittstelle für das Hinzufügen, Ändern oder Konfigurieren von Items, Eigenschaften und Feldern, um Agilo den unternehmensspezifischen Bedürfnissen anzupassen.
- Bi-direktionale Rückverfolgbarkeit, um Items zu verknüpfen und so das Produktmanagement zu erleichtern (z. B. Change Estimation)
- Real time Burn-Down-Chart, um jederzeit den Sprint-Fortschritt ersehen zu können.
- Unterstützung von Multiple Teams und -Sprints, um die Zusammenarbeit auch bei verteilten Teams zu erleichtern (Multiprojekt).

## Nutzungsmöglichkeiten
- Hosting Service bzw. SaaS
- Windows Installer
- konfigurierte Virtual Maschine
- Online Demo Server